# Perception (série télévisée)
Pour les articles homonymes, voir Perception (homonymie).
Perception est une série télévisée américaine en 39 épisodes de 45 minutes créée par Kenneth Biller et Mike Sussman, et diffusée entre le 9 juillet 2012 et le 17 mars 2015 sur TNT et depuis le 5 septembre 2012 sur Bravo! au Canada.
En Belgique, la série est diffusée depuis le 6 mars 2013 sur RTL-TVI, au Québec, depuis le 19 mars 2013 sur Séries+ et à partir du lundi 19 août 2019 sur Radio-Canada. En France, depuis le 10 avril 2014 sur M6. Elle reste inédite en Suisse.

## Synopsis
Le Dr Daniel Pierce est un neuroscientifique talentueux mais excentrique qui enseigne à l'université. Il est enrôlé comme consultant par le FBI pour aider à résoudre certains de ses cas les plus complexes à Chicago. Il est atteint de schizophrénie paranoïde et ses hallucinations l'aident souvent à résoudre les enquêtes.
Daniel Pierce devra travailler étroitement avec l'agent spécial Kate Moretti (une ancienne élève qui le recrute pour travailler avec elle au sein du FBI), Max Lewicki (l'assistant pédagogique du docteur Pierce) et Natalie Vincent, une hallucination, conséquence de sa schizophrénie, qui est également sa meilleure amie.

## Fiche technique
- Titre original et français : Perception
- Création : Kenneth Biller et Mike Sussman
- Réalisation : Christopher Misiano, Kenneth Biller, Greg Beeman, Andrew Bernstein, Jeff Woolnough, Deran Sarafian, LeVar Burton, Alrick Riley, Tawnia McKiernan, Alan Poul, Eric McCormack, Elodie Keene
- Scénario : Kenneth Biller, Mike Sussman, Raf Green, Warren Hsu Leonard, Katie Gruel, Jerry Shandy, Tawnya Bhattacharya, Ali Laventhol, Charley Dane, Jason Ning, Jonathan Abrahams, Amanda Green, Nicki Paluga, Stephen Tolkin, Sean Whitesell, David Eagleman
- Direction artistique : Dennis Davenport, Mark Zuelzke
- Décors : Wanda « Beau » Peterson, Patricia Cuccia
- Costumes : Julia Schklair, Gersha Phillips
- Photographie : John R. Aronson, Jeff Jur, David Franco
- Montage : Anthony Miller, Scott Lerner, Debby Germino, Andi Armaganian, Gib Jaffe, Christopher Nelson, Tom McQuade, Bart J. Barisano
- Musique : Tree Adams
- Casting : Mary Jo Slater, Steve Brooksbank, Rachel Desmarest
- Production : Eric McCormack, Mark H. Ovitz, David Roessell, Jason Ning
  - Production associée : Gerrit Furutani, Tim Scanlan, Nicole Carrasco, Blake McCormick
  - Production exécutive : Kenneth Biller, Mike Sussman, Amanda Green, Alan Poul, Jonathan Abrahams, Sean Whitesell, Stephen Tolkin
- Sociétés de production : ABC Studios, Paperboy Productions
- Société de distribution : Turner Network Television
- Pays d'origine :  États-Unis
- Langue originale : anglais
- Format : couleur - 35 mm - 1,78:1 - son Dolby Digital
- Genre : série policière
- Nombre d'épisodes : 39 (3 saisons)
- Durée : 42 minutes
- Dates de premières diffusion :
  - États-Unis : 9 juillet 2012
  - Belgique : 6 mars 2013
  - Québec : 19 mars 2013
  - France : 10 avril 2014

## Distribution

### Acteurs principaux
- Eric McCormack (VF : Guillaume Lebon) : Dr Daniel Pierce
- Rachael Leigh Cook (VF : Philippa Roche) : agent spécial Kate Moretti
- Arjay Smith (VF : Jonathan Amram (saisons 1-2) puis Cédric Ido (saison 3)) : Max Lewicki
- Kelly Rowan (VF : Marie-Laure Dougnac) : Natalie Vincent / Dr Caroline Newsome
- Scott Wolf (VF : Cédric Dumond) : Donald « Donnie » Ryan (récurrent saison 2, principal saison 3)

### Acteurs récurrents
- LeVar Burton (VF : Thierry Desroses) : Paul Haley
- Jonathan Scarfe (VF : Damien Boisseau) : Roger Probert (saison 1)
- Dan Lauria (VF : Sylvain Lemarié) : Joe Moretti
- Shane Coffey (VF : Brice Ournac) : Daniel Pierce (jeune)
- Jamie Bamber (VF : Mathias Kozlowski) : Michael Hathaway (saison 1)
- David Paymer (VF : Jean-Luc Kayser) : Rueben Bauer (saison 2)
- Perrey Reeves (VF : Véronique Rivière) : Miranda Stiles (saison 2)
- John Rubinstein (VF : Gérard Dessalles) : agent Jack Crawford (saison 2)
- Brad Rowe (VF : Julien Meunier) : agent Bobby Dalton (saisons 2 et 3)
- DJ Qualls (VF : Thierry Bourdon) : agent Rudy Fleckner (saisons 2 et 3)
- Robert Curtis Brown (VF : Bernard Lanneau) : Dr Josiah Rosenthal (saison 3)
- Peter Coyote (VF : Hervé Bellon) : James Alan Pierce (saison 3)
- Christopher Gartin (en) (VF : Jean-Philippe Puymartin) : le père Pat (saison 3)
- Brooke Nevin (VF : Noémie Orphelin) : Shelby Coulson (saison 3)
- Lisa Brenner (VF : Sandrine Cohen) : Tasha Ogden (saison 3)
Version française
  - Société de doublage : Dubbing Brothers[5],[6]
  - Direction artistique : Hervé Bellon[5]
  - Adaptation : Caroline Vandjour

 Source et légende : version française (VF) sur RS Doublage et Doublage Séries Database

## Production

### Développement
Le développement de la série a débuté en mai 2009 sous le titre Proof. Le pilote a été commandé en septembre 2010 sous son titre actuel.
Le casting principal débute le mois suivant, avec Eric McCormack, Arjay Smith, Rachael Leigh Cook et Kelly Rowan.
Satisfait du pilote, TNT commande la série en mars 2011. La production débute en août.
Le 17 août 2012, la série a été renouvelée pour une deuxième saison de treize épisodes. Le 30 avril 2013, la chaîne commande un épisode supplémentaire, portant donc la saison à quatorze épisodes.
Le 15 août 2013, la série a été renouvelée pour une troisième saison de quinze épisodes.
Le 13 novembre 2014, la série est annulée faute d'audiences suffisantes.

### Tournage
Le pilote a été tourné à Toronto, Ontario, au Canada. Le reste de la série a été tourné à Los Angeles.

## Épisodes

### Première saison (2012)
1. L'Hallucinant Docteur Pierce (Pilot)
2. La Femme sans visage (Faces)
3. Carpe Diem (86's)
4. Le Code du mal (Cipher)
5. Les Voix du Seigneur (The Messenger)
6. Le Philtre de la mort (Lovesick)
7. Nemesis (Nemesis)
8. Meurtre sur le campus (Kilimanjaro)
9. Aux portes de la folie (Shadow)
10. Une dure réalité (Light)

### Deuxième saison (2013-2014)
Cette saison de quatorze épisodes a été diffusée depuis le 25 juin 2013. Après une pause, les quatre épisodes restants ont été diffusés à partir du 25 février 2014.
1. Quelqu'un d'autre (Ch-Ch-Changes)
2. Tandem (Alienation)
3. Le Tueur invisible (Blindness)
4. Menace toxique (Toxic)
5. Kaléidoscope (Caleidoscope)
6. 5.0 défaut (Defective)
7. Le Cœur et l'Esprit (Neuropositive)
8. Une maison de fous (Asylum)
9. L'Affaire Kate Moretti, première partie (Wounded)
10. L'Affaire Kate Moretti, deuxième partie (Warrior)
11. Faux Jumeaux (Curveball)
12. Le Bon Frère (Brotherhood)
13. Opération Cobra (Cobra)
14. Harcèlement (Obsession)

### Troisième saison (2014-2015)
Cette saison de quinze épisodes a été diffusée depuis le 17 juin 2014. Après la diffusion de dix épisodes, la série prend une pause automnale, puis revient le 17 février 2015.
1. Mystère à Paris (Paris)
2. Les Héros de l'ombre (Painless)
3. Le Prix du sang (Shiver)
4. Échec au diable (Possession)
5. Demain l'éternité (Eternity)
6. Instinct maternel (Inconceivable)
7. L'Amour de l'art (Bolero)
8. Les Fantômes du passé (Prologue)
9. Ondes négatives (Silence)
10. Un parfum de scandale (Dirty)
11. Enquête en sommeil (Brainstorm)
12. Derrière les rêves (Meat)
13. L'Effet miroir (Mirror)
14. À la folie, pas du tout (Romeo)
15. La mariée a disparu (Run)

## Univers de la série
Centrée sur la schizophrénie et la paranoïa du personnage principal, la série se distingue par son choix d'un point de vue subjectif : elle met en effet en scène les hallucinations du docteur Pierce qui aident son subconscient à résoudre les affaires.

## Commentaires
À la suite des audiences décevantes de la saison 1 en France, M6 a déprogrammé la série en prime time pour la réintroduire la semaine suivante à un horaire plus tardif, à 0 h 10. La troisième saison est quant à elle diffusée sur quatre semaines (jusqu'à cinq épisodes par soirée).

## Produits dérivés

### Sorties DVD et disque Blu-ray
- L'intégrale de la première saison est sortie en France en coffret 2 DVD le 27 août 2014 chez ABC Studios.